# 神田 (池田市)
神田（こうだ）は、大阪府池田市にある地名である。一丁目から四丁目まである。郵便番号は 563-0043 である。当地域の人口は、2017年12月末時点で 10,134 人である（池田市市民生活部総合窓口課の資料による）。面積は、2018年3月末時点で 1.127 平方キロメートルである（池田市市長公室広聴文書課の資料による）。

## 地理
池田市の南西部に位置する。北東部に一丁目があり、中部に二丁目があり、南部に三丁目があり、北西部に四丁目がある。北は、桃園二丁目、姫室町、呉服町、満寿美町、宇保町と接しており、東は、八王寺一丁目、二丁目、豊島北二丁目と接している。南は、ダイハツ町と接しており、西は、兵庫県川西市と接している。
当地域は、池田市立神田小学校および池田市立北豊島中学校の校区に含まれる。西端を猪名川が流れている。当地域の中央やや西寄りを、府道伊丹池田線が縦断しており、中央やや南寄りを、中国自動車道が横断している。西部を阪神高速11号池田線が通っている。一丁目と二丁目の境の一部を、国道171号池田バイパスが通っている。神田二丁目から石橋一丁目にかけて、市道石橋駅神田線が通っている。

## 歴史
神田の地名は、八坂神社を運営・維持するための神田に由来するという説、猪名川がたびたび氾濫を起こし、田が荒田となったことに由来するという説などがある。1944年（昭和19年）4月、町名変更が行われ、北豊島村神田が、神田町となる。1966年（昭和41年）12月1日、神田町および桃園町の各一部が、神田一丁目から四丁目に変更される。1969年（昭和44年）4月、神田会館が三丁目に開館される。1975年（昭和50年）4月、早苗の森会館が四丁目に開館される。
1977年（昭和52年）4月、神田北会館が一丁目に開館される。1978年（昭和53年）4月1日、池田市立神田小学校が開校される。1979年（昭和54年）、神田幼稚園が開園される。1980年（昭和55年）5月、脇塚会館が二丁目に開館される。1983年（昭和58年）4月、宮之原会館が四丁目に開館される。1984年（昭和59年）4月、中之嶋会館が三丁目に開館される。1985年（昭和60年）4月、北神田会館が二丁目に開館される。2010年（平成22年）、フィッシングイチバン 池田が二丁目に完成される。2017年（平成29年）10月13日、洋菓子店、Le Sucre Sucre（ル シュクル シュクル）が一丁目に開店される。2019年（令和元年）11月18日、肉匠坂井 池田店が一丁目に開店する。2020年（令和2年）4月、脇塚会館内に保育施設「ぴよぴよ」が開設される。

## 施設
- 池田市立神田小学校[4]
- 特別養護老人ホーム ハートフルこうだ[4]
- 猪名川運動公園[24]
- 神田4丁目第1公園[25]
- 神田1丁目第1公園[25]
- 神田北会館前公園[25]
- 神田1丁目第2公園[25]
- 早苗の森公園[25]
- 脇塚公園[25]
- 神田東公園[25]
- 市立神田児童遊園[25]
- 神田4丁目第2公園[25]
- ファミリーマート 池田神田店[26]
- ローソン 神田一丁目[27]
- ダイソー 大阪池田神田店[28]